# Conferència de Nacions Unides sobre Desenvolupament Sostenible Rio+20
La Conferència de Nacions Unides sobre Desenvolupament Sostenible, més coneguda com a Rio+20, se celebrà del 20 al 22 de juny de 2012 a Rio de Janeiro, en resposta a la decisió de la 64a Assemblea General de l'ONU a convocar el 2012 al Brasil, la cinquena «Cimera de la Terra», amb temes específics per a l'«economia verda en el context del desenvolupament sostenible i l'erradicació de la pobresa» i el «marc institucional per al desenvolupament sostenible».

## Objectius
Aquesta conferència tingué com a objectius:
1. Assegurar un compromís polític renovat per al desenvolupament sostenible.
2. avaluar els progressos i bretxes que encara existeixen en la implementació dels acords ja realitzats.
3. abordar els reptes nous i emergents.

La Conferència de Rio+20 commemorà al 20è aniversari de la Cimera de la Terra de 1992. El secretari general de la CDS va ser el diplomàtic xinès Sha Zukang, que també era secretari general adjunt del Departament d'Afers Econòmics i Socials de les Nacions Unides (DAES).
La primera reunió del Comitè Preparatori de Rio+20 (PrepCom-1) es dugué a terme a la seu de l'ONU a Nova York, el 17-19 maig de 2010. Una nova sessió s'ha celebrat el 7 i 8 de març de 2011, també a Nova York.

## Controvèrsia

### Crítiques d'ATTAC
L'any 2012, acostant-se la Rio+20, Geneviève Azam, una economista i membre del Consell Científic d'Attac, va dir: «l'economia verda és la mercantilització de la natura. Ens neguem a exercir un dret de propietat sobre la naturalesa, que no es pot gestionar de manera racional. Serveis dels ecosistemes es proporcionen de franc. Aquesta és una de les principals crítiques que es poden fer de Rio+20».

## Resultats
Un dels resultats primaris de la conferència va ser el document no vinculant, «El futur que volem», que és un paper de treball de 49 pàgines que en gran manera reafirma plans d'accions anteriors com l'Agenda 21.